# Куликов, Спартак
Спарта́к Кулико́в (настоящее имя Пётр Сергеевич; 17 февраля 1927, Ленинск-Кузнецкий — 19 июня 1990, Москва) — русский поэт.

## Биография
От рождения Пётр Сергеевич Куликов. В детстве жил в Кемерово. В 1948 г. после службы в армии поступил в Литературный институт имени А. М. Горького. Сотрудничал в газетах. Руководил любительскими литературными объединениями на заводах, в институтах.
Подражал в жизни «странному» поведению поэтов-авангардистов 1910-х гг. Алексея Кручёных, Велимира Хлебникова. Известен тем, что в середине 60-х гг. пытался общаться с Лениным на Красной площади, у Мавзолея (свидетельство Льва Халифа).
Жил в Москве.
Спартака Куликова не следует путать с его полным тёзкой, куйбышевским поэтом Петром Сергеевичем Куликовым.

## Творчество
Последователь-эпигон Велимира Хлебникова. Для его стихотворных верлибров характерны смысловые обобщения, экзальтированная риторика, мыслительные эксперименты. Автор нескольких сборников стихотворений. Трагедия в стихах «Блуждающий крест» (1965 г.), которую автор считал своим главным произведением, осталась неопубликованной и, вероятно, утрачена. В молодости писал и стихи для детей.
Стихи переводились на белорусский язык. Пародировался А. Матюшкиным-Герке и А.А. Ивановым.

## Отзывы
- «Спартак Куликов… Имя — восстание, фамилия — битва» (Лев Халиф).
- «Неприкаянный завсегдатай литературной богемы» (Кирилл Ковальджи)[3].

## Сочинения
- Улыбка Солнца: [Стихи]. М.: Советский писатель, 1960. 74 с.
- Обломок молнии. Стихи. М.: Молодая гвардия, 1963. 127 с.
- Око. М.: Советский писатель, 1972. 103 с.
- Полюса облаков. Стихи. М.: Московский рабочий, 1976. 135 с.
- Математика зарниц: стихи. М.: Советский писатель, 1980. 87 с.